# Selasari (Parigi)
Selasari is een bestuurslaag in het regentschap Ciamis van de provincie West-Java, Indonesië. Selasari telt 4551 inwoners (volkstelling 2010).